# Lendava
 Ovo je glavno značenje pojma Lendava. Za druga značenja pogledajte Lendava (razdvojba).
Lendava (mađarski Lendva, nekada Alsólendva, prekomurski Dolenja Lendava, njemački Unter-Limbach) je grad i središte istoimene općine u Republici Sloveniji, Lendava je smještena uz samu tromeđu s Republikom Mađarskom i Republikom Hrvatskom. 

## Promet
Lendava je prometno povezana autocestom Maribor-Budimpešta te državnom cestom s Hrvatskim Murskim Središćem. 

## Gospodarstvo
Lendava se od samostalnosti Slovenije brzo razvija kao najprije turistički a onda i industrijski grad. Mjesto postaje važno za strane ulagače i time važan grad u tom dijelu Europe.

## Međugranična suradnja
Najjužniji dio Prekmurja tj. Općine Lendava se nalazi u blizini hrvatskog mjesta Podturen tu se nalazi i tromeđe Slovenije, Mađarske i Hrvatske te bi na tom mjesto trebao biti sagrađen most preko rijeke Mure koji bi cestovno povezivao sve tri Republike kao i davne 1945. godine kada je taj most bio srušen. Lendavski Župan (Balažek), Podturenski (Lepen) i Kerkaszentkiraly (Pal) su dogovorili gradnju tog projekta koji će se financirati preko EU fondova koji bi bio dodatna korist Slovenskog Prekmurja a pogotovo Lendave i šireg tog područja.

## Šport
- NK "Nafta 1903"
- NK "Nafta", nogometni klub koji je djelovao do 2012. godine

## Vanjske poveznice
- Službena stranica općine